# Maria Milstein
Maria Milstein (Moskou, 1985) is een Russisch-Nederlandse violiste, die deels in Frankrijk is opgegroeid en in 2018 de Nederlandse Muziekprijs verwierf. 

## Familie
Maria Milstein werd geboren in de toenmalige Sovjet-Unie in een familie van Russische musici. Haar grootvader Yakov Isaakovitsj Milstein (1911-1981) was musicoloog en een invloedrijk pianodocent aan het Conservatorium 'P.I. Tsjaikovski' van Moskou in Moskou. Ook haar vader Sergej Milstein en haar jongere zuster Nathalia zijn pianisten. Haar moeder Natalia Tolstaya is altvioliste, haar broer Sergej junior is violist, evenals haar echtgenoot Mathieu van Bellen. Er is geen familierelatie met de beroemde violist Nathan Milstein.

## Carrière
Ze begon op vijfjarige leeftijd viool te spelen onder leiding van de vioolpedagoge Valentina Korolkova. In 1991 verhuisde de familie naar Frankrijk. Ze studeerde bij Pavel Vernikov in Fiesole (Italië) en daarna werd Ilya Grubert haar docent aan het Conservatorium van Amsterdam. Ze studeerde af met de hoogste beoordelingen. Ze rondde daarna haar studie af bij David Takeno aan de Guildhall School of Music and Drama in Londen en tussen 2011 en 2014 als artist in residence bij Augustin Dumay in de Muziekkapel Koningin Elisabeth in Waterloo (België).      
Maria Milstein heeft als vioolsolist opgetreden met diverse symfonieorkesten, waaronder het Nationaal Orkest van België, het Orchestre royal de chambre de Wallonie, de Brussels Philharmonic, het Radio Filharmonisch Orkest, het Residentie Orkest en Amsterdam Sinfonietta. In 2015 ging ze op tournee met het Nederlands Studenten Kamerorkest. Ze is ook actief in de kamermuziek. Sinds 2005 vormt ze een duo met haar zuster, de pianiste Nathalia Milstein. Een jaar eerder richtte ze met pianist Hannes Minnaar en cellist Gideon den Herder het Van Baerle Trio op. In 2008 trad dit pianotrio op bij diverse concerten van Menahem Pressler. Daarnaast vormde ze met klarinettiste Fleur Bouwer en pianist Martijn Willers het Trio Contrasten. Zij en haar partner Mathieu van Bellen zijn vaste gasten bij het Grachtenfestival in Amsterdam. Ze was ook lid van het voormalige Mirovia Quartet met Merel Vercammen, Dana Zemtsov en Ketevan Roinishvili.
De viool die Maria Milstein bespeelt is omstreeks 1750 gemaakt door de Cremonese vioolbouwer Michel Angelo Bergonzi (1721-1758, zoon van Carlo Bergonzi) en is ter beschikking gesteld door het Nationaal Muziekinstrumenten Fonds. Met dit instrument heeft Herman Krebbers vele concerten gegeven en opnamen gemaakt. Eerder had ze een viool van de Venetiaan Francesco Goffriller uit ± 1725.
Sinds 2014 geeft ze les aan het Conservatorium van Amsterdam.

## Prijzen
Milstein heeft diverse muziekprijzen gekregen, onder meer als lid van het Van Baerle Trio. Zijzelf kreeg de tweede prijs in zowel de "Cittá di Brescia-wedstrijd" (2007) als de "Rodolfo-Lipizer-wedstrijd" in Gorizia (2011). De Kersjes-vioolbeurs werd haar toegekend in 2010. Twee jaar later drong ze door tot de halve finale van de Koningin Elisabethwedstrijd voor viool in Brussel. In 2016 verwierf ze een fellowship van de Borletti-Buitoni Trust, die musici steunt op weg naar een internationale carrière. Op 27 januari 2018 werd aan haar de Nederlandse Muziekprijs van het Fonds Podiumkunsten uitgereikt.

## Opnamen
Naast diverse cd-opnamen met het Van Baerle Trio zijn van Maria Milstein diverse cd's uitgebracht. Sounds of War met pianiste Hanna Shybayeva op Cobra Records, met sonates van Poulenc, Janáček en Prokofjev, werd in 2015 bekroond met een Edison. In 2017 volgde La sonate de Vintueil (verwijzend naar Prousts À la recherche du temps perdu) met haar zuster Nathalia Milstein op het Franse label Mirare, met kamermuziek van Debussy, Pierné, Saint-Saëns en Hahn. Ook van de zusters Milstein verscheen in 2019 de cd Ravel Voyageur. Ze maakte ook een Brahms-opname met de pianist Jozef De Beenhouwer. Met Mathieu van Bellen verschenen in 2020 de sonates voor twee violen van Prokofjev, Górecki en Ysaÿe.